# ورقة العمل (اصطلاح)
ورقة العمل مستند يتضمن الأرقام أو المذكرات أو البيانات أو تحليلات الحساب المؤقتة عند دقيق حسابات الشركة مثلا. ويطلق على البيان الأول المعد أساسا للمناقشة أو التفاوض.